# Aristolochia humilis
Aristolochia humilis là một loài thực vật có hoa trong họ Aristolochiaceae. Loài này được Merr. mô tả khoa học đầu tiên năm 1918.